# 南省岘站
南省峴站（：／ Namseonghyeon yeok */?）是京釜線沿線的一座鐵路車站，位于韓國庆尚北道清道郡華陽邑茶路里，有無窮花號列車停靠。

## 車站結構
站體為2面4線的雙島式月台。

### 月台配置
| ↑ 慶山      |
| 上 \| 下 \| |
| 清道 ↓      |

| 月台 | 路線   | 類別     | 目的地                  |
| ---- | ------ | -------- | ----------------------- |
| 上行 | 京釜線 | 無窮花號 | 往 天安、水原、首爾方向 |
| 下行 | 京釜線 | 無窮花號 | 往 密陽、龜浦、釜山方向 |

## 历史
- 1919年8月1日，以线路所的方式落成使用。
- 1923年5月15日，升格为车站，开始办理客运业务。
- 1943年6月1日，因京釜線複線化，导致站舍移动至现在的位置。

## 车站周边
- 三新里保險診療所
- 藥師庵
- 大韓佛教真覺宗金剛修道院
- 南省峴初等學校

## 相鄰車站
韓國鐵道公社
京釜線
無窮花號
慶山－南省峴－清道